# Гурка-Косьцейовська
Гурка-Косьцейовська (пол. Górka Kościejowska) — село в Польщі, у гміні Рацлавиці Меховського повіту Малопольського воєводства.
Населення — 167 осіб (2011).
У 1975-1998 роках село належало до Келецького воєводства.

## Демографія
Демографічна структура станом на 31 березня 2011 року:
|          | Загалом | Допрацездатний вік | Працездатний вік | Постпрацездатний вік |
| -------- | ------- | ------------------ | ---------------- | -------------------- |
| Чоловіки | 88      | 17                 | 50               | 21                   |
| Жінки    | 79      | 14                 | 40               | 25                   |
| Разом    | 167     | 31                 | 90               | 46                   |